# セウン・オグンコヤ
セウン・オグンコヤ（Seun Ogunkoya、1977年12月28日 ‐ ）は、ナイジェリア・アクレ出身で短距離走が専門の元陸上競技選手。100mで9秒92、200mで20秒50の自己ベストを持つ、100mの元ナイジェリア記録保持者。19歳197日という若さで10秒の壁を突破した元最年少記録保持者である。従姉妹はナイジェリアを代表するスプリンターのファリラット・オグンコヤ。

## 経歴
1996年6月のアフリカ選手権男子100mを10秒45で制し、18歳の若さでアフリカチャンピオンとなった。
1996年7月のアトランタオリンピック男子200mで2次予選まで進出するも、21秒00（+0.3）の組6着で敗退した。
1996年8月の世界ジュニア選手権（現・世界U20選手権）男子100m決勝で10秒25（+1.0）をマークし、フランシス・オビクウェルに次ぐ2位に入り銀メダルを獲得した。
1997年7月13日に100mで自身初の9秒台となる9秒97（+1.5）をマーク。この時の年齢は19歳197日で、これは10秒の壁を突破した最年少記録であり、年齢別（19歳）の世界最高記録でもあった。この記録は2009年7月10日にヨハン・ブレークが19歳196日で9秒96（+0.4）をマークして更新された。
1997年8月のアテネ世界選手権男子100mで2次予選まで進出するも、10秒33（-0.3）の組5着で敗退した。
1998年8月のアフリカ選手権男子100m決勝で9秒94のナイジェリアタイ記録（当時）および大会新記録を樹立し、フランク・フレデリクス（9秒97）やレオナード・マイルズ＝ミルズ（10秒10）らを破り2連覇を達成した。
1998年9月にアフリカ代表としてワールドカップに出場すると、男子100mでは9秒92のナイジェリア新記録（当時）を樹立し、オバデレ・トンプソン（9秒87）に次ぐ2位に入った。男子4×100mリレーではアフリカチーム（オグンコヤ、レオナード・マイルズ＝ミルズ、フランク・フレデリクス、エリック・ヌカンサー）の1走を務め、38秒29をマークしての3位に貢献した。

## 自己ベスト
記録欄の（　）内の数字は風速（m/s）で、+は追い風、-は向かい風を意味する。
| 種目 | 記録          | 年月日        | 場所           | 備考                        |
| 屋外 | 屋外          | 屋外          | 屋外           | 屋外                        |
| ---- | ------------- | ------------- | -------------- | --------------------------- |
| 100m | 9秒92A (-0.2) | 1998年9月11日 | ヨハネスブルグ | 元ナイジェリア記録 高地記録 |
| 200m | 20秒50 (+0.5) | 1997年7月16日 | ニース         |                             |
| 室内 |               |               |                |                             |
| 60m  | 6秒52         | 1998年2月6日  | ブダペスト     |                             |

## 主要大会成績
備考欄の記録は当時のもの
| 年   | 大会                      | 場所       | 種目    | 結果          | 記録          | 備考                          |
| ---- | ------------------------- | ---------- | ------- | ------------- | ------------- | ----------------------------- |
| 1996 | アフリカ選手権 (en)       | ヤウンデ   | 100m    | 優勝          | 10秒45        |                               |
| 1996 | オリンピック              | アトランタ | 200m    | 2次予選4組6着 | 21秒00 (+0.3) |                               |
| 1996 | 世界ジュニア選手権 (en)   | シドニー   | 100m    | 2位           | 10秒25 (+1.0) |                               |
| 1997 | 世界選手権                | アテネ     | 100m    | 2次予選4組5着 | 10秒33 (-0.3) |                               |
| 1998 | アフリカ選手権 (en)       | ダカール   | 100m    | 優勝          | 9秒94         | 大会記録                      |
| 1998 | グランプリファイナル (en) | アテネ     | 100m    | 4位           | 10秒15 (+0.1) |                               |
| 1998 | ワールドカップ (en)       | モスクワ   | 100m    | 2位           | 9秒92 (-0.2)  | アフリカ代表 ナイジェリア記録 |
| 1998 | ワールドカップ (en)       | モスクワ   | 4x100mR | 3位           | 38秒29 (1走)  | アフリカ代表                  |
| 2000 | オリンピック              | シドニー   | 100m    | 1次予選3組8着 | 10秒72 (+0.4) |                               |